# Expeditie Cupido
Expeditie Cupido is een Nederlandse komediefilm uit 2024 geregisseerd door Erwin van den Eshof. De film ging op 17 juli 2024 in première.

## Verhaal
De film volgt de kandidaten van het romantische reality-avonturenprogramma Expeditie Cupido. Als zij tijdens het draaien van het programma op een tropisch eiland geteisterd worden door een orkaan, moeten de hitsige deelnemers en klagende medewerkers samenwerken om dit keer echt te overleven op het eiland. Terwijl de orkaan over hen heen raast wordt het leven voor en achter de schermen met elkaar gemengd, waarbij iedereen zijn ware aard naar boven komt.

## Rolverdeling
| acteur              | personage          |
| ------------------- | ------------------ |
| Carré Albers        | Yesmay             |
| Victor Löw          | Olaf               |
| Nick Golterman      | Hugo               |
| Leo Alkemade        | presentator        |
| Ilse Warringa       | manager van Yesmay |
| Tom van Kessel      | Thymen             |
| Bertrie Wierenga    | Laila              |
| Achraf Koutet       | Elias              |
| Alkan Çöklü         | Kahnil             |
| Jolijn Henneman     | Noortje Sas        |
| Shane Redondo       | Frits              |
| Niels Oosthoek      | Rutger             |
| Lamara Strijdhaftig | Pauline            |
| Moïse Trustfull     | Isa                |
| Gover Meit          | Mika               |
| Janice Blok         | Estelle            |
| Robbert Bleij       | Edwyn              |

## Achtergrond
De film werd geregisseerd door Erwin van den Eshof en geproduceerd door Joerie Jansen en Edvard van 't Wout. Het scenario van de film werd geschreven door Paul de Vrijer. De opnamen van de film ging in mei 2023 van start en vonden hoofdzakelijk plaats in Kroatië. Hoofdrollen in de film waren weggelegd voor onder anderen Leo Alkemade, Carré Albers, Ilse Warringa en Bertrie Wierenga.
Expeditie Cupido ging op 17 juli 2024 in Amsterdam in première voor pers en genodigden. Een dag later, op 18 juli 2024, ging de film landelijk de bioscopen in voor het grote publiek.